# Bommalapura, Hunsur
Bommalapura là một làng thuộc tehsil Hunsur, huyện Mysore, bang Karnataka, Ấn Độ.